# Igiugig
Igiugig – jednostka osadnicza w Stanach Zjednoczonych, w stanie Alaska, w okręgu Lake and Peninsula.